# Sylvána Rápti
Sylvána Rápti (en grec : Συλβάνα Ράπτη, née le 10 novembre 1958 à Corfou) est une députée européenne grecque membre du PASOK. Elle fait partie du groupe de l'Alliance progressiste des socialistes et démocrates au Parlement européen. Elle est membre de la commission de l'emploi et des affaires sociales.